# アストラハン県
アストラハン県（ロシア語: Астраханская губерния）はロシア帝国、ロシア共和国、ロシア連邦共和国の県の一つ。現在の南欧のロシア（アストラハン州）の地域に相当する。県庁所在地はアストラハン。